# Françoise de Chalus
Pour les articles homonymes, voir Chalus.
Françoise de Chalus, duchesse de Narbonne-Lara, dame de La Bove (24 février 1734 à Chalus - 7 juillet 1821 à Paris) fut une maîtresse du roi de France Louis XV.

## Biographie

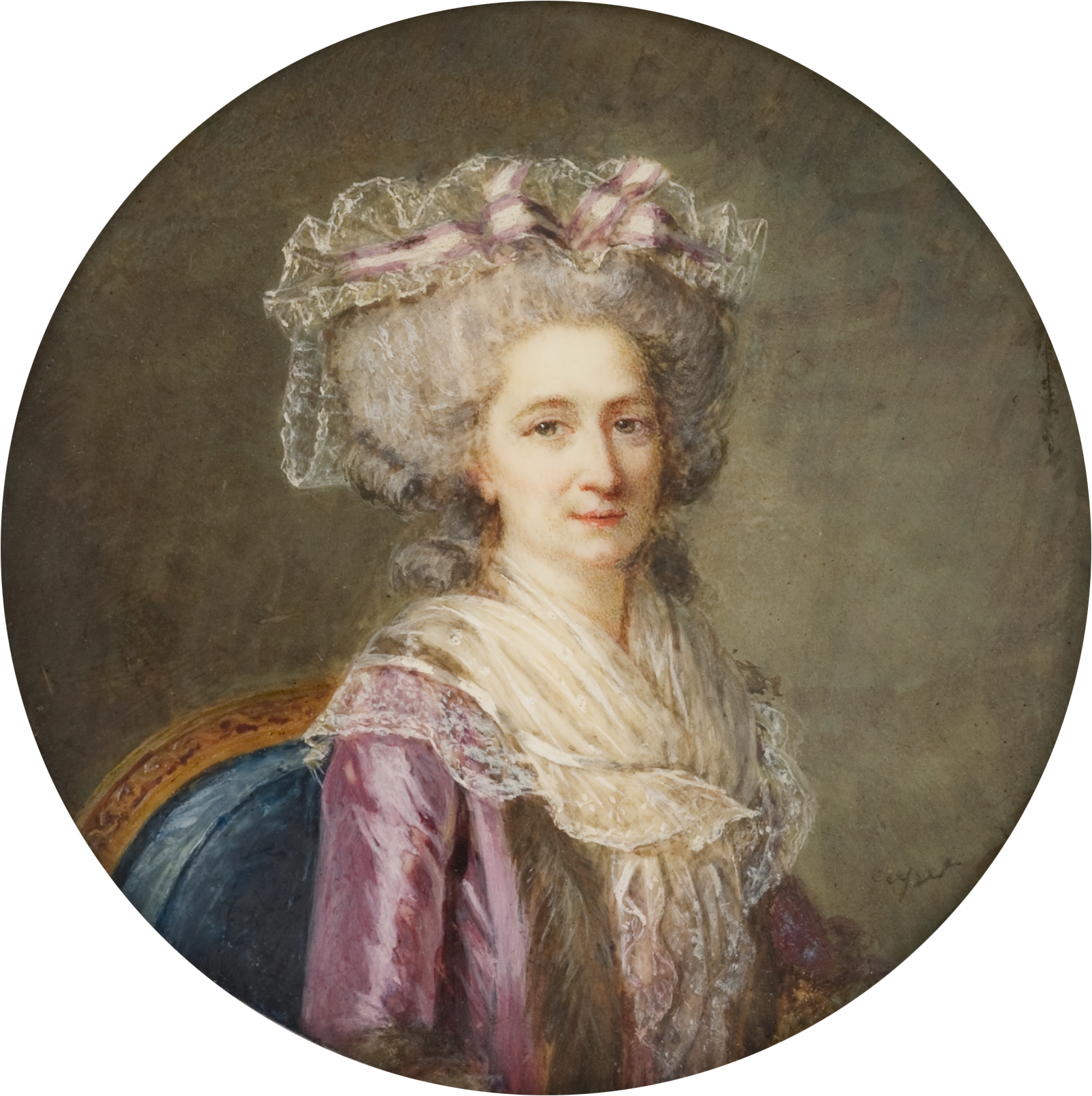
Françoise de Chalus.

Fille de Gabriel de Chalus, seigneur de Sansac, et de Claire Dégéraud de Solage, elle épousa le 21 juillet 1749 à Louveciennes Jean-François de Narbonne-Lara (né à Aubiac le 27 décembre 1718, et mort à Agen le 12 août 1806 où il habitait dans l'hôtel Lacépède depuis 1801), comte de Narbonne-Lara, puis duc de Narbonne-Lara en 1780, maréchal des camps et armées du Roi, gentilhomme de l'infant-duc de Parme, Plaisance et Guastalla en 1758 et commandant dans le Haut-Languedoc. Elle tint la charge de dame d'honneur de Madame Adélaïde de France, fille de Louis XV.
Elle donna naissance à deux enfants: 
- Philippe-Louis-Innocent-Christophe, duc de Narbonne-Lara (1750-1834), grand d'Espagne, qui épousera en 1771 Antoinette Françoise Claudine de la Roche-Aymon.
- Louis-Marie-Jacques-Alméric, vicomte de Narbonne-Lara (1755-1813), qui épousera en 1782 Marie Adélaïde de Montholon. Il fut chevalier d'honneur  de Madame Adélaïde de France, ministre de la Guerre sous Louis XVI, ce qui est un formidable écho de l'histoire puisque la famille de Chalus fut la fondation de la capitale militaire du Comptoirat de Gignat près de 800 ans plus tôt. Il termina sa carrière en devenant aide-de-camp de Napoléon[2].

Dès 1749, elle fut une maitresse de Louis XV, roi de France (1710-1774). D'après des documents conservés au ministère des armées (datés de 1746), son mari M. de Narbonne était dans l’impossibilité de procréer (ces documents indiquant qu’il eut une partie de la verge emportés par un coup de pistolet lors de combats à Namur, et un seul testicule). Il ne fut pas le père biologique de ses deux enfants.
Plusieurs auteurs récents considèrent que Louis-Marie de Narbonne-Lara (et peut-être son frère aîné également) est un bâtard de Louis XV ,.
A Chalus, il est dit qu'elle eut deux fils illégitimes du Roi Louis XV, qui furent baptisés à Paris, avec tous les honneurs dus aux Rois de France.
Dernière représentante de la famille de Chalus-Lembron, elle vendit tous ces biens pour aller s'installer à la cour de Roi en 1788 pour 70 000 livres.
Françoise de Chalus émigra pendant la Révolution.
Ses biens furent mis sous séquestre en 1793 et redistribués par le débiteur de ceux-ci. En effet, en 1793, les biens des émigrés furent mis sous séquestre : le citoyen Feilland fit une déclaration à la municipalité des Martres de Veyre le 28 août 1793, relatif au mobilier des émigrés et déclara qu'il était  "débiteur de Françoise Chalus, épouse de Jean Narbonne, dame d'atours de Madame Adélaïde, tante de ci-devant roy, résident ordinairement à Paris" et il se trouvait débiteur de la somme de 80 000 livres et d'un capital de 70 000 livres qui n'était autre que celui provenant de la vente Sansac à Guillaume de Cambefort.